# Kuraľany
Kuraľany é um município da Eslováquia, situado no distrito de Levice, na região de Nitra. Tem 10,69 km² de área e sua população em 2018 foi estimada em 498 habitantes.

## Demografia
| Ano:        | 1994 | 2004   | 2014    | 2024    |
| ----------- | ---- | ------ | ------- | ------- |
| Broj ljudi: | 636  | 578    | 516     | 449     |
| Razlika:    |      | -9,11% | -10,72% | -12,98% |

| Ano:               | 2023 | 2024   |
| ------------------ | ---- | ------ |
| Número de pessoas: | 454  | 449    |
| Diferença:         |      | -1,10% |